# Menschenläuse
Die Menschenläuse (Pediculidae) sind eine Familie innerhalb der Tierläuse (Phthiraptera). Sie umfasst, in heutiger Auffassung, nur eine einzige Gattung Pediculus.
Menschenläuse sind wie alle echten Tierläuse (Anoplura) blutsaugende Parasiten. Ihre Stiche erfolgen mit dem langen Stechrüssel und erzeugen juckende Quaddeln. Die Entwicklungszeit vom Ei bis zur Geschlechtsreife dauert bei den Tieren etwa 25 Tage, die Adulten leben etwa 30 Tage.

## Zuordnung
Die Gattung Pediculus umfasst drei Arten, die alle bei Primatenarten parasitieren.
- Menschenlaus (Pediculus humanus), mit zwei Unterarten
  - Kleiderlaus (Pediculus humanus humanus)
  - Kopflaus (Pediculus humanus capitis)
- Pediculus schaeffi Fahrenholz, 1910. Parasit an Schimpansenarten (Gattung Pan)
- Pediculus mjobergi Ferris, 1916 (Synonym Pediculus affinis Mjöberg, 1910, nec Burmeister, 1839). Parasit an Neuweltaffen der Familie Cebidae

Pediculus humanus, die Menschenlaus, und Pediculus schaeffi haben sich nach Abschätzung nach der Methode der molekularen Uhr vor etwa sechs Millionen Jahren aufgespalten, dies entspricht in der Größenordnung der Zeit seit der Aufspaltung ihrer Wirtsgattungen Homo und Pan bzw. ihrer jeweiligen Stammgruppe. Pediculus mjobergi ist sowohl morphologisch wie auch genetisch sehr ähnlich zur Menschenlaus. Es erscheint sehr wahrscheinlich, dass ihre Vorfahren erst nach der Einwanderung des Menschen nach Südamerika von diesem auf die Affen übergegangen ist, möglicherweise von gezähmten und als Haustier gehaltenen Affen, die in die Freiheit entkommen sind.
Die Gattung Pediculus ist (in aktueller Auffassung) einzige Gattung der Familie der Pediculidae. Schwestergruppe der Pediculidae ist die Familie der Pthiridae mit der einzigen Gattung Pthirus, mit der Filzlaus Pthirus pubis des Menschen.

## Merkmale
Charakteristika zur Identifizierung der Gattung sind:
- schlanker Körper, mehr als doppelt so lang wie breit (Abgrenzung zu Pthirus)
- Paratergiten an den Hinterleibssegmenten 3–8, mindestens drei davon als Kappe und nicht hervorstehend
- Borsten nicht in Reihen
- an Menschen, Schimpansen oder Neuweltaffen

## Menschenläuse als Krankheitsüberträger
Die Kopflaus und die Kleiderlaus können diverse Krankheitserreger übertragen. Zu Einzelheiten sowie zur Therapie siehe unter den einzelnen Arten.

## Bakterielle Endosymbionten
Pediculus humanus lebt in einer unbedingten (obligaten) Symbiose mit dem Bakterium Candidatus Riesia pediculicola (Enterobacteriaceae).
Die Laus bietet Unterschlupf und Schutz, während die Bakterien wichtige B-Vitamine liefern. Ca. Riesia lebt in speziellen Lauszellen (Bacteriocyten), wandert aber in die Eierstöcke des Lauswirts, um auf die nächste Generation übertragen zu werden (vertikale Übertragung).
Diese Bakterienspezies findet sich sowohl bei der Kleiderlaus als auch bei der Kopflaus (etwa in den Nissen im Haar von Andenmumien). Die Abhängigkeit dieser Läuse von Ca. Riesia könnte ein Ansatzpunkt zur Bekämpfung sein.

### Artikelgrundlage
- Brett Olds et al.: Comparison of the transcriptional profiles of head and body lice. In: Insect Molecular Biology. Band 21, Nr. 2, 2012, S. 257–268, DOI:10.1111/j.1365-2583.2012.01132.x; siehe dazu: Head and body lice appear to be the same species, genetic study finds.

### Weiterführend
- Denise L. Bonilla, Lance A. Durden u. a.: The Biology and Taxonomy of Head and Body Lice. Implications for Louse-Borne Disease Prevention. In: PLoS Pathogens. Band 9, 2013, S. e1003724, doi:10.1371/journal.ppat.1003724.
- Hermann Schelenz: Zur Geschichte der Läuseplage. In: Naturwissenschaftliche Wochenschrift. Neue Folge (Leipzig), 20. Februar 1916.